# Підлань
Підлань — колишнє село в Україні, у Глухівському районі Сумської області. Підпорядковувалось Уланівській сільській раді.
Село було ліквідоване в часі з 1979 по 1982 рік.

## Географічне розташування
Територією Підлані протікає безіменний струмок, який за 3 км впадає у Клевень, за 3 км нижче по течії знаходиться село Сидорівка.